# Alexander Müller (Apotheker)
Alexander Müller (* 17. Januar 1871 in Linden, Niedersachsen; † 2. März 1932 in Bad Kreuznach) war ein deutscher Apotheker.
Schon seit seiner Jugend, die er in Metz verbrachte, war er kränklich und musste seine gymnasiale Schulbildung abbrechen. Nach Lehr- und Konditionszeit studierte er in München Pharmazie und erhielt am 16. Juni 1898 die Approbation.
Anfang Dezember 1901 heiratete er in Straßburg Gabriele (Maria Katharina) Masson und übernahm die Löwenapotheke in Bad Kreuznach. Bei den Einheimischen war er als „Löwenmüller“ bekannt.
Er widmete sich auch der Erforschung der Ursachen von Krankheiten. Aufgrund seiner Erfahrung, „dass Nahrung säure- oder basenbildend“ sein kann und das Verhältnis bei Krankheit nicht ausgeglichen sei, wodurch im Körper Fäulnis entstehe, entwickelte er zwölf spezielle Basensalzmischungen – genannt Sepdelen 1 bis Sepdelen 12, mit denen er unterschiedliche Leiden behandelte. Er nannte diese Therapieform „Sepdelenopathie“, für die er mehrfach angezeigt, aber nicht verurteilt wurde. Der Begriff leitet sich ab von gr. sepsis (Fäulnis) und lat. deleo (zerstören). Im April 1911 gründete er in der Gerbergasse 24 sein Sepdelen-Werk, mit dem er 1928 in die  Bosenheimer Str. 218 (später Martini-Gebäude) umzog. Müller hielt zahlreiche Vorträge, um seine Heilweise zu verbreiten. Ab Mitte der 1920er Jahre wandte er sich Astrologie und Okkultismus zu; er war begeistert von Karl E. Neuperts Hohlwelttheorie, lehnte aber Hörbigers Welteislehre ab.
1925 wurde, nach Plänen von Hermann Tesch, seine Villa im Park in der Weyersstraße 3 errichtet. 1928 ließ er von der Bildhauerin Hanna Cauer ein Fischmädchen als Brunnenfigur für sein Sepdelen-Werke fertigen, das die belebende Wirkung seines Präparats symbolisieren soll.
Nach seinem Tod übernahm Paul Karl Johannes Sosinski die Leitung des Werks. Die Apotheke verwaltete August Eder für die Erbengemeinschaft bis 1938.

## Veröffentlichungen (Auswahl)
- Chronische Krankheiten. Ihre Entstehung. Erkennung durch die Harn-Analyse. Winke und Heilung; Kreuznach, 1907
- Unser Schicksal : Gemeinverständliche Einführung in das biologische Heilverfahren Sepdelenopathie, Hamburg 1927, Lebensweiser-Verlag in Gettenbach bei Gelnhausen, 1930
- Die Behandlung chronischer Krankheiten mit Sepdelen-Präparaten, Kreuznach 1909
- Sepdelenopathie. Ein neues biochemisches Heilverfahren. Köln 1921
- Verordnungslehre der Sepdelenopathie, Bad Kreuznach 1924
- Verordnungslehre für das biologische Heilverfahren Sepdelenopathie zum ärztlichen Gebrauch, Hamburg 1926
- Sepdelenopathie. Das neue biologische Heilverfahren. Kurze Zusammenfassung, Hamburg 1926
- Die Religion im Lichte biologischer Forschung, Kreuznach 1919
- Astrologie und Okkultismus: Ihre Beziehungen zum Seelenleben, Hamburg 1925
- Kosmische und irdische Strahlen als Erreger der Krankheiten, Hamburg 1926
- Kosmos und Mensch. Philosophisch-biologisch-naturwissenschaftlicher Vortrag gehalten im Winter 1926/27 in den größten Städten Deutschlands, Hamburg: Steffens 1929
- Ausführliche Beschreibung des „Weltbildes nach Neupert-Müller“, 1930
- Astrologie und Okkultismus. Das Sonnengeflecht als Organ für okkulte Vorgänge, Gettenbach 1931